# Cormaranche-en-Bugey
Cormaranche-en-Bugey ist eine ehemalige französische Gemeinde und heutige Commune déléguée. mit 789 Einwohnern (Stand 1. Januar 2022) im Département Ain in der Region Auvergne-Rhône-Alpes. Sie gehört zum Kanton Hauteville-Lompnes und zum Arrondissement Belley. Darüber hinaus war sie Mitglied im Gemeindeverband Plateau d’Hauteville. Durch ein Dekret vom 12. Dezember 2018 und mit Wirkung vom 1. Januar 2019 wurde sie mit Hostiaz, Thézillieu und Hauteville-Lompnes zur Commune nouvelle Plateau d’Hauteville fusioniert.

## Geographie
Cormaranche-en-Bugey liegt auf 840 m, drei Kilometer südlich von Hauteville-Lompnes, etwa 20 Kilometer östlich der Stadt Ambérieu-en-Bugey und 41 km südöstlich der Präfektur Bourg-en-Bresse (Luftlinie). Das ehemalige Bauerndorf erstreckt sich im zentralen Bugey, leicht erhöht am östlichen Rand einer breiten Senke des Hochjuras, die zum Plateau d’Hauteville zählt, am Fuß des Planachat.
Die Fläche des 18,92 km² großen Gemeindegebiets umfasst einen Abschnitt des südlichen französischen Juras. Der zentrale Teil wird von einer breiten in Nord-Süd-Richtung orientierten Mulde (im Mittel auf 780 m) eingenommen, die eine Synklinale im Faltenjura bildet. Die einen Kilometer breite und zwei Kilometer lange Senke bildet ein ausgedehntes Moorgebiet (Marais de Vaux), in dessen nördlichem Teil sich der Moorsee Étang des Lésines befindet. Entwässert wird das Gebiet nach Norden zur Albarine. Gegen Süden steigt die Mulde langsam an, und ein weiter Sattel leitet zum Becken von Thézillieu über.
Im Westen wird die Senke vom bewaldeten Höhenrücken der Forêt de Dergit und der Forêt de Rouge (1010 m) flankiert. Die östliche Abgrenzung wird vom langgezogenen Kamm des außer in Gipfelnähe dicht bewaldeten Planachat (1234 m) markiert. Diese Antiklinale trennt das Plateau d’Hauteville von der östlich gelegenen Senke des Valromey. Auf dem Kamm der Combe de Mazière wird mit 1240 m die höchste Erhebung von Cormaranche-en-Bugey erreicht. Im Norden liegt die Grenze im Quellgebiet eines Seitenbaches der Albarine und verläuft in seinem nach Westen führenden Erosionstal.
Zu Cormaranche-en-Bugey gehören der Weiler Vaux-Saint-Sulpice (790 m) in der Senke am südlichen Rand des Marais de Vaux sowie verschiedene kleine Hofgruppen und Einzelhöfe. Nachbarorte von Cormaranche-en-Bugey sind Hauteville-Lompnes im Westen und Norden, Lompnieu und Sutrieu im Osten sowie Thézillieu im Süden.

## Geschichte
Aufgrund der Funde von Keramikfragmenten und Werkzeugen geht man davon aus, dass das Gebiet von Cormaranche seit dem 4. Jahrhundert besiedelt ist.
Erstmals urkundlich erwähnt wird der Ort im Jahr 1055 unter dem Namen Cormarinca. Im Lauf der Zeit wandelte sich die Schreibweise über Cormarenchi (1142), Cormarenchia (1146) und Cormarenche (1670) zum heutigen Namen Cormaranche. Um Verwechslungen mit dem fast gleichlautenden Ortsnamen Cormoranche-sur-Saône (ebenfalls im Département Ain) zu vermeiden, wurde 1920 die offizielle Bezeichnung Cormaranche-en-Bugey eingeführt.
Seit dem 11. Jahrhundert gehörte das Gebiet von Cormaranche dem Kloster Saint-Sulpice. Die Oberhoheit über das Gebiet oblag den Grafen von Savoyen. Mit dem Vertrag von Lyon gelangte Cormaranche im Jahre 1601 an Frankreich.

## Sehenswürdigkeiten
Die heutige Pfarrkirche Saint-Martin wurde in den Jahren 1827 bis 1835 in einer Mischung der Stilformen von Neuromanik und Neugotik errichtet. Sie besitzt drei Schiffe und einen oktogonalen Glockenturm. Das Gemeindehaus stammt von 1846 und wurde zunächst als Schulhaus genutzt.

## Bevölkerung
| Bevölkerungsentwicklung | Bevölkerungsentwicklung |
| Jahr                    | Einwohner               |
| ----------------------- | ----------------------- |
| 1962                    | 557                     |
| 1968                    | 540                     |
| 1975                    | 472                     |
| 1982                    | 593                     |
| 1990                    | 704                     |
| 1999                    | 726                     |
| 2006                    | 835                     |
| 2011                    | 828                     |
| 2022                    | 789                     |

Mit 789 Einwohnern (Stand 1. Januar 2022) gehörte Cormaranche-en-Bugey zu den kleinen Gemeinden des Départements Ain. Nachdem die Einwohnerzahl in der ersten Hälfte des 20. Jahrhunderts abgenommen hatte (1881 wurde noch 670 Personen gezählt), wurde seit Mitte der 1970er Jahre wieder eine deutliche Bevölkerungszunahme verzeichnet. Die Ortsbewohner von Cormaranche-en-Bugey heißen auf Französisch Cormaranchois(es).

## Wirtschaft und Infrastruktur
Cormaranche-en-Bugey war bis weit ins 20. Jahrhundert hinein ein vorwiegend durch die Landwirtschaft und Forstwirtschaft geprägtes Dorf. Daneben gibt es heute einige Betriebe des lokalen Kleingewerbes. Es ist Standort der École du Bois. Mittlerweile hat sich das Dorf auch zu einer Wohngemeinde gewandelt. Viele Erwerbstätige sind Wegpendler, die in den größeren Ortschaften der Umgebung ihrer Arbeit nachgehen. Im Winter profitiert Cormaranche-en-Bugey vom Tourismus, wenn auf dem Plateau d’Hauteville Langlaufloipen gespurt werden. Am Hang des Planachat gibt es eine Abfahrtspiste, welche durch einen Skilift erschlossen ist.
Die Ortschaft liegt abseits der größeren Durchgangsstraßen an einer Departementsstraße, die von Hauteville-Lompnes über den Col de la Lèbe nach Artemare führt. Weitere Straßenverbindungen bestehen mit Thézillieu und über den Col de la Rochette mit Ruffieu im Valromey.
In Cormaranche-en-Bugey befinden sich eine staatliche école primaire (Grundschule mit eingegliederter Vorschule) und eine private Berufsschule (lycée professionnel).